# Кастельяно, Рамон Хосе
Рамон Хосе Кастельяно (исп. Ramón José Castellano; 15 февраля 1903, Вилья-Долорес, провинция Кордова, Аргентина — 27 января 1979, Кордова, Аргентина) — католический прелат, архиепископ Кордовы с 26 марта 1958 года по 19 января 1965 года. Рукоположил в священники Хорхе Марио Бергольо, будущего Римского папу Франциска.

## Биография
Рамон Хосе Кастельяно родился 15 февраля 1903 года в коммуне Вилья-Долорес провинции Кордова, Аргентина. 18 сентября 1926 года он был рукоположён в священника.
24 ноября 1945 года Римский папа Пий XII назначил Рамона Хосе Кастельяно вспомогательным епископом архиепархии Кордовы и титулярным епископом Флавиаса. 28 ноября 1946 года состоялось рукоположение Рамона Хосе Кастельяно в епископа.
26 марта 1958 года Римский папа Пий XII назначил Рамона Хосе Кастельяно архиепископом Кордовы.
Участвовал в работе I и II сессиях II Ватиканского собора.
19 января 1965 года Рамон Хорхе Кастельяно подал в отставку и был назначен титулярным архиепископом Иомниума. Этот титул он носил до 20 декабря 1970 года. 13 декабря 1969 года рукоположил в священника Хорхе Марио Бергольо, ставшего 13 марта 2013 года Римским папой Франциском.
27 января 1979 года Рамон Хосе Кастельяно скончался в Кордове.